# 五林洞镇
五林洞镇，是中华人民共和国黑龙江省双鸭山市饶河县下辖的一个乡镇级行政单位。

## 行政区划
五林洞镇下辖以下地区：
鹿山村、关门村、西南岔村和大带村。